# Giulești (okręg Bihor)
Giulești – wieś w Rumunii, w okręgu Bihor, w gminie Pietroasa. W 2011 roku liczyła 150 mieszkańców.